# 影狩り
『影狩り』（かげがり）は、さいとう・たかをの劇画である。『週刊ポスト』（小学館）、のち『コミック野郎』（リイド社）で連載された。
本項では岡村賢二によるリメイク版『新・影狩り』についても記述する。

## あらすじ
徳川時代、封建制度のひずみはその財政破綻となって現れた。無策に悩む幕府は、最も卑劣な手段でその窮地から逃れようとした。それは諸大名の取潰しによる領地没収である。そのため、数多くの隠密や忍者が諸大名の些細な落ち度を暴こうとして、各地で暗躍した。世人は、この隠密や忍者を“影”と称して恐れおののいていた。影の跳梁に対する大名の自衛手段はひとつ、それは密かに潜入してくる“影”を殲滅し、その口を封じることである。
ここに、3人の浪人が世に現れた。1人を室戸十兵衛と言い、残る2人を日光、月光と呼ぶ三人衆である。彼らは大名に雇われて、その“影”と対決する“狩人”である。
やつらが血の臭いに乗ってやって来た!!

## 登場人物

### 影狩り三人衆
室戸十兵衛
3人のリーダー格で、影との戦いの際には十兵衛が上忍と相対し、その間に日光・月光の2人が下忍たちを蹴散らすのが定番である。また、油断した日光を救う役割も多い。
神道無念流の皆伝を受けている。
かつて越後一条の森家の幼君・輝若の側仕えをしていたが、“影”の暗躍と国家老・大渕左衛門の内通により幼君は切腹、主家は断絶した。浪人となった十兵衛は同じように“影”の暗躍によって危機に陥る藩を救い、それによって理不尽な外様藩取潰し政策を取る幕府に一矢報いんとする“影狩り”を行うようになった。
その後は大場瀬左衛門と名を変え“影”を操る大目付となった大渕左衛門との戦いを続けるが、ある時大場が大目付就任と引き替えに十兵衛の切腹を回避させていたことを知り、大場と直接の対話に及ぶ。その席で大場の真意を聞き、互いの道を歩むことを誓い合った。
主家を失った無念のため、男性機能が不能となってしまっている。それによって事件に巻き込まれたり、くのいちの襲撃に対して難を逃れてもいる。
将棋が趣味で、月光や一色残無斉と楽しんでいる場面があるが、日光は将棋のルールを知らないらしく、将棋が始まると女を求めて行ってしまう。
話の最後は、影狩りの任務を果たした三人衆が馬上から藩を眺め、十兵衛が「行くか……」と呟き、藩を後にするのが定番となっている。
日光
本名、乾武之進。三河の出身。
もと、鳴瀬藩でお膳番、鬼役（毒味役）を務めていたが、藩主・加納が“影”に暗殺され、藩は改易となった。
女好きで、旅先では必ず女郎屋を探すことから始めている。くのいちに近づかれることもしばしばあり、情を抱いてしまうことも数多い。しかし、常に相手が寝首をかこうとする気配を察して切り抜けており、大雑把な性格であるが意外にも隙がない。決して美形ではないが性技は卓越しているようで、床上手である。そのため肌を合わせた女から好意を持たれることも多い。
影狩りで得た金を各地に預けていたり、それを元手に商売を始めたりもする、影狩り三人衆では最も生活感のある人物。しかし、商売はことごとく失敗し、いかさま博打で無一文にされ、結局は影狩り業に戻ってくる。
かつて毒味役であった経験からか、食べ物の臭いを嗅ぎ分ける特技があり、諸藩に赴いた際に出される食事の毒味は彼が行っている。
一町四方（約100m平方）の音を聞き分ける、指先が敏感で、肌を撫でただけで梵字の痕の形を読み取る、敵を霧中に誘い込み、いかめしい騎馬武者姿で気を引いて逆方向から伏兵が斬り込む「陰形化身の術」を得意とするなど多くの特技を持つ。
月光
本名、日下弦之介。伯耆流抜刀術の達人。顔の右側に大きな火傷の痕がある。
(顔の火傷の痕は、殺された妻子を救おうと、火を放たれた自宅に飛び込んだ時のもの。)
もと今津藩藩士で、家老の汚職を巡る内紛に巻き込まれて妻子を失い、藩を抜けることになる。
挙母藩に仕えていた友人・大杉のもとで食客となるが、大杉は病死する。その時期に日光、次いで十兵衛と出会い、影狩りに身を投じる。
陽気な性格の日光に対して月光と名乗るなど、寡黙で落ち着いた性格。この性格は十兵衛とも共通しており、十兵衛とは将棋の相手としても良い勝負である。

### 宿敵

#### 将軍
少なくとも2人、ないし3人の将軍が登場している。それぞれ何代将軍なのかは明示されない。
- 「棕櫚緒忍衆」「傀儡術山彦」に登場する、若いシルエットの将軍。
- 「影死すべし」の、精根尽き果てた将軍。前者が老いたか、それとも別人か。
- 「十兵衛は影だ!!」に登場する、大目付・青江に騙されている将軍。前記の将軍とは明らかに別人。

#### 大目付
大場瀬左衛門
もと、森家の国家老・大渕左衛門。影と裏取引をして幼君・輝若を謀略に陥れ、主家断絶に追いやった。
その後は大場瀬左衛門と名を変え、“影”を暗躍させ諸藩取潰しにかかる大目付に就任。数多くの藩を取り潰していった作中最大の敵役である。
だが、後日意外な事実が発覚する。
大場は当初“影”に協力することで輝若の助命を望んだが、それがかなわぬと知った時、輝若の切腹と大目付就任を承諾する代わりに側役であった室戸十兵衛の助命を嘆願した。つまり十兵衛は大場に命を救われていたのである。事に興味を持った十兵衛は大場と会見、両者の意思を確認した。
「時の勢いには抗しきれぬ」が持論であり、いずれは自分自身も用済みの者として始末されることを察知していた。そして予測通り“影”の手が迫ると、せめてもの抵抗として自刃する。「大場死すと聞けば、必ず自決せるものと知るべし」との遺書を十兵衛に宛てて遺していた。
青江下坂
大場の後任の大目付。前任者以上の謀略家である。
影狩りの存在のために外様大名が自藩の生き残りにのみ執心し、本気で幕府に対して反旗を翻す気概を失っていることに注目する。
室戸十兵衛は幕府の命を受けて影狩りをしている“影”だ、という噂を流して影狩り三人衆を仲違いさせて壊滅に追い込み、速水喬四郎を操り「幕府に操られる影狩り」を実現しようと画策する。その陰謀のためには将軍までも騙していた。
十兵衛の剛速の剣は影狩りの首領として群れをなす“影”を斬るのに適しており、月光の剣は一対一の戦いにこそ真価を発揮し、十兵衛をも斬れると評価した。しかし実際の戦いでは上忍と一対一の戦いをするのは十兵衛で、大勢の“影”を相手にするのは月光と日光である。

#### 隠密支配
石根刀自斎
棚倉藩などの取潰しに成功していたが、影狩りとの戦いで受けた被害の責任を取って自害する。
後任の堂本無格は彼を「温情派の人」と評した。
堂本無格
切腹した石根刀自斎の後任。峻烈な性格。
世襲制によって忍びの気概を忘れる者たちを憂え、忍びの技をもって生業となすことを誇りとする。
伊賀忍者の精鋭を集めた「棕櫚緒忍衆」を結成させるが、棕櫚緒衆もまた影狩り三人衆に敗れ去った。

#### “影”
幕府が諸藩に差し向ける公儀隠密。「声があって声なく、姿があって姿なし」と恐れられ、「天地に接して天地に逆らわず、大気になじんで大気を斬る」と言われる「四足の法」を身に付けている。
主に伊賀同心、甲賀同心、根来同心、黒鍬組、二十五騎組があり、他にも将軍家護衛の黒縄組、大目付さえ存在を知らぬ老中直属の影がある。また、彼らも裏切り・逃亡を許さぬため「影目付根来衆」に常に監視されている。
甲賀組は野武士・乱波の戦術を受け継ぎ、火付け、破壊、流言などを得意とする。
黒鍬組は毒物を専門とし、“影”の体術を身に付けていない者もいる。
影狩り三人衆が相手ではほとんど斬られ役にすぎないが、太平の世に慣れきった武士や諸藩の仕立てた隠密では相手にならず、城侍が“影”を倒すと影狩りからは「城侍などが易々と“影”を倒せるはずがないから何か怪しい」と考えられるほど。
影狩りによって“影”が仕留められていることは幕府にとっても痛手であるようで、たびたび諸藩取潰しのためではなく、影狩り抹殺のための作戦が行われている。
如来ヶ衆
唐人・劉某が伝えた唐天竺渡来の秘術を伝える一団。体に歯形で阿弥陀如来を意味する梵字の痕を刻み込んでいる。
お羽織衆
大奥にあって将軍の身辺を警戒し、その私用を務める忍びの集団。その頭領は徳川の「葵」の紋の羽織着用を許されている。

#### 柳生新陰流の剣士たち
柳生三羽からす
疋田刃吾、庄田斬左衛門、出淵鞘香の3名。
影狩り三人衆がその名を聞いただけで震え上がり、必死の奇策でようやく倒し得た作中最強の強敵。この後に登場する柳生の剣士たちには、影狩り三人衆は恐れることもなく普通に勝利しているため、他の柳生とは別格の存在と言える。
柳生藤江一門
小栗藩剣術指南役・藤江兵庫助を師範とするが、兵庫助は謎の刺客に討たれてしまう。
息子・藤江左馬之助は仇討ちを誓って犯人を捜すが、殺人鬼の跳梁は止まらなかった。
影狩りが招聘されると反目しつつも事件の解決に当たるが、事件は藩政を攪乱し落ち度を作り上げるための“影”の謀略であり、真犯人は藤江左馬之助自身であった。
柳生一色一門
一色残無斉は老齢ではあるが剣の冴えは一流。温厚な人格者で、そのために公儀隠密の任を辞退し隠居していた。彼が旅先で強盗を斬ったことで影狩り三人衆と知り合い、それと察しながらも「敵意を持って目の前に現れるまでは同じ人間、こちらから敵意をもってあたれば世の中全てが敵」として、十兵衛と将棋を通して互いの人格に触れ合い、敵味方ながら快い時間を過ごす。
しかし残無斉を探していた一色一門の高弟・愛知が宿に現れ、影狩りの姿を認めると、残無斉の息子・鞘四郎率いる一色一門を呼び寄せてしまう。残無斉は十兵衛との対決を良く思っていなかったが、影狩りと激突した一色一門は全滅。残無斉も十兵衛の剣に倒れた。
残無斉は死の直前に、一門の後続部隊が来襲する道を十兵衛に教え、戦いを回避させた。

### その他の登場人物
輝若
かつて十兵衛が仕えた9歳の幼君。十兵衛を心から信頼していた。
将軍家から下賜された壺を取り落とし、割ってしまったために切腹を命じられ、森家は断絶する。
壺には表面に油が塗られており、国家老・大渕左衛門と“影”が組んだ謀略であった。
磯崎小平太
月光こと日下弦之介の親友。
国家老・奥平の汚職の証拠となる帳簿を弦之介に預け、家老一派の刺客が弦之介の家を焼き討ちにして証拠を葬り去ろうとした。弦之介は刺客を返り討ちにして生き延びたが、顔に大きな火傷を負い、多くの藩士を斬ったことで逃亡を余儀なくされる。また、その際に妻・千勢と息子・多一郎を失っている。
巻き込まれた形で藩を追われた弦之介であったが、後に故郷を訪れた際に、磯崎が幕府の送り込んだ「草」と呼ばれる“影”であり、図らずも今津藩取潰しの一翼を担っていたことが判明。磯崎は責務と友情の間に心揺れるが、「俺は生まれながらの犬なのだ」との悲痛な訴えと共に弦之介と対決。かなわぬことを知りながら討たれていった。
立花賀風斎
柳生・藤江兵庫助の親友で鎖鎌の達人。武芸は一代のものとして弟子は取らず、鎖鎌も自己流で編み出したもの。
藤江兵庫助の死を聞き、仇討ちに協力するため小栗藩を訪れ、互いに犯人と誤解した影狩り三人衆と激突。三対一の戦いもものともせずに互角の戦いを見せた。
しかし犯人は兵庫助の息子・左馬之助であり、不意打ちの一撃で討たれた。
速水喬四郎
もと森家の藩士であり、十兵衛とも旧知である。大目付・青江下坂の陰謀により幕府の犬として働く影狩りに仕立てられようとしていたが、十兵衛によって斬られた。

## 映画
舛田利雄監督、石原裕次郎主演で1972年に2本の映画が作られた。
- 影狩り（1972年6月10日）
- 影狩り ほえろ大砲（1972年10月10日）

## テレビドラマ

### 1983年版
- 1983年10月6日（木曜日）、21:02 - 22:48
- フジテレビ系の時代劇スペシャルで放映された。

#### キャスト
- 仲代達矢
- 隆大介
- 伊藤敏八
- 小沢栄太郎
- 山本みどり
- 近藤洋介
- 内藤武敏
- 平泉成
- 山本清
- 山村弘三
- 武内亨
- 小林尚臣

#### スタッフ
- 監督：井上昭
- 脚本：國弘威雄

### 1992年版
- 1992年4月8日（水曜日）、19:00 - 20:54
- フジテレビ系にて単発のスペシャル時代劇として放映。

#### キャスト
- 村上弘明
- 地井武男
- 石橋蓮司
- 柴俊夫
- 江原真二郎
- 長門裕之
- 鳥越マリ
- 佐野浅夫
- 竹井みどり
- 奥村公延
- 梅津栄
- 日置将士
- 早瀬翼
- 大杉漣
- 宗近晴見
- 伴直弥
- 高都幸子
- 風祭ゆき
- 勝部演之
- 関根大学
- 井上清和
- 卯木浩二
- 西田真吾
- 中村健人
- 岡元次郎
- 清家利一
- 西村陽一
- 夏山剛一
- 村上利恵

#### スタッフ
- 監督：吉田啓一郎
- 脚本：古田求
- 製作：フジテレビ、国際放映

## 新・影狩り
岡村賢二の作画によるリメイク作品『新・影狩り』が、『コミック乱ツインズ』（リイド社）に2011年9月号から2014年9月号まで連載された。さいとう版とは異なり、影狩りと影の戦いよりも影に狙われた藩内の人間ドラマに重きが置かれ、アクションシーンや濡れ場は控えめになっている。また、さいとう版ではほぼ無力だった各藩の侍たちが勇戦する描写も多い。

### 登場人物
影狩り三人衆
さいとう版とほぼ同様だが、乾武之進が他の2人に命を救われ、影狩り「日光」となるところから物語が始まっている。なお、日光の鼻が大きな団子鼻に変更されている。

サクラ
謎の女風来坊。着流しに長髪という自堕落な風体で自堕落な旅を続けている。
ある藩で深い考えもなしに影を騙って路銀を稼いでいたが、そこに本物の影と影狩りが絡み、日光と協力して一芝居打つが、裏目に出て命を狙われる。しかしまったく反省することなく、今度は別な藩で3人の仲間を引き連れて影狩りを騙り、しかもまたしても絡んできた日光の報酬を横取りして遁走するしたたかさを見せた。

新見新十郎
甲賀忍者の頭目。